# Nonnula
Nonnula is een geslacht van vogels uit de familie baardkoekoeken (Bucconidae).

## Soorten
Het geslacht kent de volgende soorten:
- Nonnula amaurocephala – Roodkoptrappist
- Nonnula brunnea – Bruine trappist
- Nonnula frontalis – Noordelijke grijswangtrappist
- Nonnula rubecula – Roodborsttrappist
- Nonnula ruficapilla – Zuidelijke grijswangtrappist
- Nonnula sclateri – Geelkintrappist